# رافائيل برسوناز
رافائيل برسوناز (بالفرنسية: Raphaël Personnaz)‏
```
(و. 
1981
 – 
م
)
[
1
]
 هو 
ممثل
 من 
فرنسا
 . ولد في 
فرنسا
 .
[
2
]
```

## التعليم
تعلم في المعهد الوطني العالي للفنون الدرامية ‏، ومدرسة فلوران ‏

## روابط خارجية
- رافائيل برسوناز على موقع IMDb (الإنجليزية)
- رافائيل برسوناز على موقع قاعدة بيانات الأفلام العربية
- رافائيل برسوناز على موقع ألو سيني (الفرنسية)
- رافائيل برسوناز على موقع تيرنر كلاسيك موفيز (الإنجليزية)
- رافائيل برسوناز على موقع أول موفي (الإنجليزية)
- رافائيل برسوناز على موقع قاعدة بيانات الفيلم (الإنجليزية)
- رافائيل برسوناز على موقع كينوبويسك (الروسية)